# Fonte dos Leões
A Fonte dos Leões fica situada na Praça de Gomes Teixeira, cidade do Porto, em frente da Reitoria da Universidade do Porto, edifício onde, até 1995, funcionou a Faculdade de Ciências da Universidade do Porto.
É umas das poucas fontes da cidade que não foram construídas em Portugal, sendo ao mesmo tempo a mais vistosa do Porto.
Foi mandada fazer pela Companhia das Águas do Porto em 1882, entrando em funcionamento quatro anos mais tarde, fornecendo então água a esta zona da cidade.